# Hellenic Football Club
Maillots
Le Hellenic Football Club fut un club sud-africain de football de la ville du Cap.

## Histoire
L’histoire d’Hellenic FC épouse celle du football professionnel en Afrique du Sud. Fondé en 1958, il intègre la ligue professionnelle blanche, la "National Football League", lancé l’année suivante. Il doit son nom au fait qu’il est dirigé par des membres de la communauté grecque du Cap, et adopte les couleurs du drapeau national hellène. 
Dans les années 1960 et 1970, le club attirait régulièrement 40 000 spectateurs et eut l’honneur d’avoir dans ses rangs pour des matches de gala des joueurs tels que George Best, Gordon Banks et Bobby Moore.
Il remporta son seul titre de champion en 1971, l’année où une ligue professionnelle noire fut créée. La fusion des deux championnats en 1976 fut catastrophique, car les supporters exclusivement blancs du club refusèrent désormais d’assister à des matches racialement « mixtes ».
Le club se battit régulièrement contre la relégation et les problèmes financiers, victime aussi de l’évolution de la société et du football sud-africains. 
En janvier 2004, les dirigeants du club, au bord de la faillite, décidèrent d’échanger leur licence professionnelle avec ceux du club de "Premier United", basé à Benoni, en échange de 5 millions de rands. Cette transaction, opérée en pleine saison, après 16 journées, au milieu de la saison, était parfaitement autorisée par les règlements de la "Premier Soccer League". L’avantage pour les seconds était de récupérer une place en première division (Castle Premiership), alors qu’il était en deuxième division (Mvela Golden League). 
Hellenic joua son dernier match sous sa forme ancienne en janvier 2004 au Cap contre les Lamontville Golden Arrows (2-2) en position de lanterne rouge. Les dirigeants d’Hellenic se retrouvèrent eux à la tête d’une équipe, "Premier United" qui fut rebaptisée « New Balance » et reléguée en troisième division à la fin de la saison 2003-04, où elle se trouve toujours.

## Palmarès
- Champions d’Afrique du Sud (National football League) 1971
- BP League Cup Winners 1971.
- Embassy Bowl 1972. Finaliste 1971
- Coca-Cola Shield 1971, 1974
- Sanlam Champion of Champions 1973, 1975
- Chevrolet Cup 1976
- Finaliste de la Coupe d’Afrique du Sud 1976
- Finaliste de la Coupe de la Ligue d’Afrique du Sud 1994